# Морозовка (Карасукский район)
Морозовка — село в Карасукском районе Новосибирской области. Входит в состав Чернокурьинского сельсовета.

## География
Площадь села — 106 гектаров

## Население
| 2002 | 2007 | 2010 |
| ---- | ---- | ---- |
| 713  | ↗734 | ↘693 |

## История
Основано в 1907 году. В 1928 г. поселок Морозовский состоял из 121 хозяйства, основное население — украинцы. Центр Морозовского сельсовета Черно-Курьинского района Славгородского округа Сибирского края.

## Инфраструктура
В селе по данным на 2007 год функционируют 1 учреждение здравоохранения, 2 образовательных учреждения.